# Ва-Банкъ
«Ва-Банкъ» — московская рок-группа. Образована в 1986 году.
За время своего существования группа экспериментировала в различных музыкальных направлениях. Начав с ритм-энд-блюза с элементами панка, позже стали играть жесткий хардкор, параллельно делая и акустические программы. В конце 90-х в альбоме «Нижняя тундра» группа попыталась ввести в свою музыку электронные аранжировки. Позже, в альбоме «Босиком на луне» (2001), стали играть soft rock.
С 1987 группа постоянно входит в десятку лучших альтернативных команд России. Её отличают агрессивный, тяжёлый (иногда с элементами панка) стиль, оригинальная гитарная аранжировка, жёсткий характерный вокал.
Бессменный лидер «Ва-Банка» — Александр Ф. Скляр. Со второй половины 90-х годов параллельно занимается сольными проектами. В 2008 году Скляр принял решение работать дальше под своим именем, прекратив использование названия «Ва-Банкъ». В 2016 году группа воссоединилась.

## История

### Предыстория
До того, как Скляр начал реализовывать собственные творческие амбиции, он перепробовал с десяток ансамблей, в том числе игру в рок-группе «777». В январе 1980 года Скляр и Василий Шумов собрали этот коллектив молодых музыкантов и даже успели дать 4 концерта. После этого Скляр уехал в Пхеньян, а Шумов продолжил играть в коллективе, переименовав его в «Центр». В это время в Пхеньяне на службе в Посольстве СССР молодой специалист Скляр продолжает сочинять песни («Аргентина», «Ночь после лета», «Сигаретный блюз» и др.)

### Создание группы
Уволившись с работы в МИДе «по собственному желанию» и устроившись на временную работу в качестве «исполняющего обязанности худрука» в Доме Культуры Института Атомной Энергии им. И. В. Курчатова («Курчатник» — на рок-н-ролльном сленге), Скляр собрал первый состав своей группы «Ва-банкъ». Это случилось 4 марта 1986 года — в день, когда родился его сын Пётр.
Первый состав просуществовал до мая 1986 года, успев сыграть 4 концерта (первый концерт со «Звуками Му») и записать магнитоальбом «Рок, коты и мы», после чего музыкантов (басиста Андрея Сурмачева и барабанщика Константина Шишкина) забрали на службу в Советскую Армию. Всё дальнейшее пребывание в «Курчатнике» Скляр активно занимался организацией рок-концертов, на которых выступали практически все значимые на тот момент группы обеих столиц: «Звуки Му», «Бригада С», «Кино», «Алиса», «Браво», «Центр» и прочие.

### Дальнейшая карьера группы
Классический состав группы «Ва-банкъ» сформировался в июне 1986 года: Скляр (вокал, гитара), Игорь «Егор» Никонов (гитара, вокал), Алексей Никитин (бас, вокал), Александр Маликов (ударные), Роберт «Дед» Редникин (звук) и Дядя Вова Родзянко (жизнь).
Никонов прежде выступал с московской группой «Кабинет», Маликов — с «Проспектом», «Оптимальным вариантом», «Кабинетом», Никитин — с «Депо».
«Ва-банкъ» стал группой московской Рок-Лаборатории, в 1987 участвовал в «Рок-панораме». На пластинке, посвященной фестивалю, записана песня «Максималист».
За первые 10 лет существования группа не меняла своего состава.
В 1987 году с лёгкой руки Артемия Троицкого «Ва-банкъ» оказался первой в СССР непрофессиональной группой, сумевшей выехать за рубеж на фестиваль «Rób reggae» в Варшаве. Они первыми в истории отечественной рок-музыки записали и выпустили за рубежом профессиональный альбом — в 1988 году в Финляндии на финском отделении студии EMI за неделю был записан диск «Va-bank». До записи альбома группа дала 12-концертный клубный тур по Финляндии.
За следующие несколько лет «Ва-банкъ» объездили с концертами практически всю Европу и Россию, сыграли на множестве фестивалей и записали несколько альбомов, в том числе, первый в России полностью акустический альбом «На кухне», положив начало традиции, которая на MTV получила название «Unplugged». Последней студийной работой классического состава стал альбом «Живи, живое».
Летом 1996 года после участия в туре «Голосуй или проиграешь» группу покинул Маликов. Его место занял Андрей Белизов. А весной следующего года перед записью альбома «Домой!» из группы ушёл Никитин, и за бас встал игравший к тому времени на второй гитаре Алик Исмагилов.
Первой работой Скляра вне группы стал совместный с Гариком Сукачевым проект «Боцман и Бродяга» (1996), имевший шумный успех. После этого его сольная деятельность шла параллельно с ва-банковской.
Совместный проект с Виктором Пелевиным, альбом «Нижняя тундра» (Виктор — рассказ, «Ва-банкъ» — альбом, 2000 год) стал последней студийной работой Егора Никонова и началом музыкального сотрудничества с Олегом Литвишко, который сделал всю электронную часть пластинки.
В 2001 году к 15-летию Ва-банка был записан альбом «Босиком на Луне». На гитаре играл Дэн Бурим, клавиши — постоянный участник сольных проектов Скляра Александр Белоносов. После ухода Дэна в 2003 году его место в группе занял Сергей Левитин, и группа снова вернулась к гитарному составу (А.Белоносов остался в сольниках Скляра до 2006 года, когда он его покинул, чтобы создать свой собственный проект «Время Альбиносов»).
В 2004 году группа в этом составе группа приняла участие в новогоднем шоу «Неголубой огонек», в рамках которого совместно с Леной Перовой исполнили песню «Последняя электричка».
В 2005 году группа выпустила диск «Игроки и шпионы» и сделала полноценную акустическую программу, пригласив в неё дополнительно Александра Бялого (духовые) и Влада Волкова (перкуссия). Эта программа была записана на концерте во МХАТе в марте 2006 году и вышла в виде двойного концертного СD и DVD под названием «20-я зима без электричества».

### Распад
Александр Ф. Скляр объявил о роспуске группы в июне 2008 года на ток-шоу «Только ночью» (ТВЦ). Он добавил, что теперь все, что он делает, будет выходить под его именем, а права на название «Ва-Банкъ» остаются за ним.
В 2009 году Скляр так прокомментировал причины распада группы:

«Я не разогнал группу „Ва-банкъ“. Я просто спокойно закончил этот проект. Закончил очень деликатно — ни с кем из музыкантов я по этому поводу не ссорился. Мне надоело разрываться между тем, что называлось группой „Ва-банкъ“ и тем, что называлось „Сольный Александр Ф.Скляр“. Я решил это все объединить под одной шапкой, потому что все это так или иначе я — это мои разные ипостаси, — сказал музыкант. — Если раньше человек шёл на „Ва-банкъ“, он предполагал, что он услышит что-то такое, если он шёл на „Скляра“, он предполагал, что он услышит нечто другое. Теперь он не будет ничего предполагать, потому что он просто пойдет на сольного Скляра. А что он ему сыграет, будет зависеть от того, что сольный Скляр решит в гримерке за пять минут до выхода на сцену».
— Александр Ф. Скляр

### 2022 год
В 2022 году группа «Ва-банкъ» принимала участие в марафоне «Zа Россию», организованном в поддержку вторжения России на Украину.
1 марта 2024 года группа приняла участие в передаче «Квартирник у Маргулиса».

## Состав
- Александр Ф. Скляр — голос, гитара, акустическая гитара, автор (1986—2008, 2016—наше время[когда?])
- Денис Скопин — гитара (2016—наше время[когда?])
- Алексей Рыславский — бас-гитара, контрабас (2016—наше время[когда?])
- Сергей Хащевский — клавишные (2019—наше время[когда?])
- Александр Никитенко — ударные, e-percussion, ритм (2019—наше время[когда?])

### Бывшие участники
- Егор Никонов — гитара, вокал (1986—2000)
- Алексей Никитин — бас-гитара (1986—1997)
- Александр Маликов — ударные (1986—1996)
- Михаил Кассиров — гитара (1991—1994)
- Альберт Исмагилов — гитара (1995—1997), бас-гитара (1997—2008)
- Андрей Белизов — ударные, перкуссия (1996—2008, 2016—2019)
- Филипп Баранов-Македонский — клавишные во время тура «Нижняя тундра» (1999—2000)
- Денис Бурим — гитара (2000—2003)
- Александр Белоносов — клавишные (2000—2001, 2016—2019)
- Сергей Левитин — гитара (2003—2008)

## Дискография
| Год  | Название                                       | Страна    | Лейбл          | Формат   |
| ---- | ---------------------------------------------- | --------- | -------------- | -------- |
| 1986 | «Рок, коты и мы»                               | СССР      |                |          |
| 1987 | «Концерт в Измайлово»                          | СССР      |                |          |
| 1988 | «Va-Bank»                                      | Финляндия | Polarvox OY    | LP/CD    |
| 1989 | «Жизнь на колёсах»                             | Россия    | Alba (1998)    | CD/CC    |
| 1990 | «Осень в зоопарке»                             | СССР      |                |          |
| 1991 | «Выпей за меня!!»                              | Литва     | Zona           | LP/CC/CD |
| 1992 | «На кухне»                                     | Россия    | Feelee Records | LP/CD/CC |
| 1994 | «Tak Nado!!»                                   | Россия    | Feelee Records | CD/CC    |
| 1995 | «Живи, живое!»                                 | Россия    | Feelee Records | CD/CC    |
| 1995 | «Ре-Эльдорадо» (EP)                            | Россия    | Feelee Records | CD       |
| 1996 | «Антилогия»                                    | Россия    | Alba           | CD/CC    |
| 1997 | «Домой!»                                       | Россия    | Alba           | CD/CC    |
| 1999 | «Нижняя тундра» (по рассказу Виктора Пелевина) | Россия    |                | CD/CC    |
| 2001 | «Босиком на Луне»                              | Россия    | Мистерия Звука | CD/CC    |
| 2002 | «Акустика»                                     | Россия    | Feelee Records |          |
| 2005 | «Игроки и шпионы»                              | Россия    | Real Records   | CD       |
| 2007 | «Акустика. 20-я зима без электричества»        | Россия    |                |          |
| 2016 | «Ястреб»                                       | Россия    | Союз Мьюзик    | CD       |
| 2022 | «Старики танцуют»                              | Россия    | Союз Мьюзик    | CD       |
| 2024 | «Кровь и золото»                               | Россия    | Союз Мьюзик    | CD       |

Сборники
- 1998 — Best of Ва-Банкъ. 20 супер-хитов
- 1999 — Ва-Банкъ. Легенды русского рока
- 2001 — Живая Коллекция
- 2002 — Избранное
- 2008 — Ва-Банкъ. Grand Collection

Участие в сборниках
- 1988 — Сборник (конц.) «Рок-панорама 87» (Мелодия, СССР) LP
- 1989 — Сборник (конц.) «Dawai Rock-n-Roll» (Collision, Германия) LP/CD
- 1992 — Сборник (конц.) «Рок против террора» (Фирма грамзаписи «Фили», Россия) LP
- 1993 — Сборник «Песни Майка» (Русский диск, Россия) LP
- 1994 — Сборник «Песни для Тани М. Мир сказок» (Rock-Line, Россия) CD
- 1994 — Сборник «Эти парни с гитарой» (Strings Records, Россия) CD
- 1995 — Сборник «Первое Байк-шоу в России» (Союз, Россия) CD/CC
- 1995 — Сборник «Учитесь плавать. Урок 1» (Фирма грамзаписи «Фили», Россия) CD/CC